# Rodrigo Pérez Mackenna
Rodrigo Pérez Mackenna (Santiago, 21 de diciembre de 1960) es un ingeniero civil, académico, consultor,  empresario y político chileno, miembro de la Unión Demócrata Independiente (UDI). Se desempeñó como biministro de Vivienda y Urbanismo, y Bienes Nacionales durante el primer gobierno del presidente Sebastián Piñera.
De extensa trayectoria en el sector privado, se incorporó al Estado en marzo de 2010, tras su designación como intendente de la Región del Libertador General Bernardo O'Higgins, cargo en el que se mantuvo hasta mediados de abril de 2011, cuando se le encomendó la cartera de la renunciada Magdalena Matte.
Entre 2014 y 2016 fue presidente de la Asociación Gremial de AFP de Chile (AAFP).

## Formación
Nacido del matrimonio conformado por Francisco Pérez Concha, ingeniero comercial, y María de la Luz Mackenna Dávila, secretaria de Codelco-Chile en la época de Anaconda, se formó en los colegios Saint George's y Tabancura de la capital. Entre sus hermanos destaca Francisco, de extensa trayectoria en compañías de la familia Luksic.
Ingresó luego a la Pontificia Universidad Católica para estudiar ingeniería civil industrial, carrera donde sería compañero de Laurence Golborne, Pedro Pablo Errázuriz y Pablo Simonetti, entre otros. Más tarde, ya cuando trabajaba, viajó a Barcelona, España, con el fin de cursar una Maestría en Administración de Negocios (MBA) en el Instituto de Estudios Superiores de la Empresa de la Universidad de Navarra, entidad en la que estrecharía lazos con futuros empresarios como Patricio Jottar , Heriberto Urzúa y Francisco Gutiérrez.
Casado con Paula Aspillaga, es padre de seis hijos.

## Carrera profesional
Comenzó su vida laboral en Copec, bajo la jefatura de Felipe Lamarca y Baltazar Sánchez. De vuelta de su posgrado, en 1988, aterrizó en Citicorp, donde trabajó como gerente general de su corredora de bolsa al tiempo que forjaba una estrecha amistad con Patricio Parodi y Juan Bilbao.
Al tiempo, pasó a Bankers Trust por sugerencia del propio Parodi, concretamente como gerente de inversiones de AFP Provida, subsidiaria de la entidad. Entonces manejó portafolios que sumaban US$ 2.500 millones.
En 1993 asumió como gerente general de la compañía de seguros de vida de Bankers Trust. Seguidamente le fue encargada la gerencia de inversiones de Bankers Trust.
En 1999, tras la compra de Bankers por Deutsche Bank a nivel mundial, y con Parodi y Bilbao fuera de la sociedad, Pérez Mackenna asumió como country head de la filial del banco alemán en Chile.
En 2004 asumió temporalmente la dirección de la filial mexicana de Deutsche Bank. Cerró su ciclo como ejecutivo del grupo en marzo de 2006.
En lo sucesivo -y luego de un año sabático en Australia junto a su familia- compatibilizaría asesorías al empresario Eduardo Fernández León con negocios propios en las áreas acuícola, agrícola e industrial, entre otras.

## Actividad pública
Como cercano a la Unión Demócrata Independiente (UDI), una vez en el Gobierno fue llamado por Piñera para servir como intendente de O'Higgins, una de las regiones que resultó más seriamente dañada con el terremoto de febrero de 2010.
A su designación siguió su renuncia al directorio de numerosas empresas, entre las que se contaban Esval, Aguas del Valle, Essbio, Almendral, Banmédica y la propia Deutsche Bank Chile.
En este cargo estrecharía aún más el lazo que mantenía con el senador UDI Andrés Chadwick. A inicios de 2011 este vínculo lo ayudaría a ganar la carrera abierta para ocupar la titularidad del Ministerio de Vivienda y Urbanismo, en disputa tras la crisis desencadenada en la cartera por las denuncias en contra de funcionarios de confianza de la ministra Matte.
En el cargo debió lidiar con la oposición y sectores afectados por el desastre de 2010, que denunciaron un lento accionar por parte de la cartera en materia de reconstrucción.
A fines de 2012 fue nombrado también como titular del Ministerio de Bienes Nacionales, en reemplazo de Catalina Parot.
En diciembre de 2013 selló su incorporación a la Unión Demócrata Independiente.
En mayo de 2014, en tanto, fue elegido presidente de la Asociación Gremial de AFP de Chile.
Pérez Mackenna ha desarrollado su veta académica en la Universidad de los Andes, Católica y Finis Terrae.
Es cercano a los Legionarios de Cristo.